# Cúp Vàng CONCACAF 2017
Cúp Vàng CONCACAF 2017 là Cúp Vàng CONCACAF lần thứ 14 do CONCACAF tổ chức.
Giải đấu sẽ được diễn ra tại Hoa Kỳ từ 7 đến 26 tháng 7 năm 2017. Giải đấu có 12 đội tham dự, chia làm 3 bảng 4 đội để chọn ra 2 đội đứng đầu bảng và đội đứng thứ ba có thành tích tốt nhất giành quyền vào vòng trong.
Hoa Kỳ đã giành chức vô địch lần thứ 6 trong lịch sử sau khi vượt qua Jamaica với tỉ số 2–1 ở trận chung kết.

## Các đội giành quyền tham dự
| Đội                                                         | Tư cách qua vòng loại | Lần tham dự | Thành tích tốt nhất                                | Xếp hạng FIFA |
| Vùng Bắc Mỹ                                                 | Vùng Bắc Mỹ           | Vùng Bắc Mỹ | Vùng Bắc Mỹ                                        | Vùng Bắc Mỹ   |
| ----------------------------------------------------------- | --------------------- | ----------- | -------------------------------------------------- | ------------- |
| Hoa Kỳ                                                      | Chủ nhà               | 14          | Vô địch (1991, 2002, 2005, 2007, 2013)             | 35            |
| México (Đương kim vô địch)                                  | Vào thẳng             | 14          | Vô địch (1993, 1996, 1998, 2003, 2009, 2011, 2015) | 16            |
| Canada                                                      | Vào thẳng             | 14          | Vô địch (2000)                                     | 100           |
| Top 4 Cúp bóng đá Trung Mỹ 2017                             |                       |             |                                                    |               |
| Honduras                                                    | Vô địch               | 13          | Á quân (1991)                                      | 72            |
| Panama                                                      | Á quân                | 8           | Á quân (2005, 2013)                                | 52            |
| El Salvador                                                 | Hạng ba               | 10          | Tứ kết (2002, 2003, 2011, 2013)                    | 103           |
| Costa Rica                                                  | Hạng tư               | 13          | Á quân (2002)                                      | 26            |
| Top 4 Cúp bóng đá Caribe 2017                               |                       |             |                                                    |               |
| Curaçao                                                     | Vô địch               | 6           | Hạng ba (1969)                                     | 68            |
| Martinique                                                  | Á quân                | 5           | Tứ kết (2002)                                      |               |
| Guyane thuộc Pháp                                           | Hạng ba               | 1           | Không                                              |               |
| Jamaica                                                     | Hạng tư               | 10          | Á quân (2015)                                      | 76            |
| Trận play-off giữa đội hạng 5 Caribe và đội hạng 5 Trung Mỹ |                       |             |                                                    |               |
| Nicaragua                                                   | Play-off              | 2           | Vòng bảng (2009) Hạng 6 (1967)                     | 105           |

## Địa điểm
Các địa điểm được công bố vào ngày 19 tháng 12 năm 2016. Sân vận động Levi's được công bố là địa điểm của trận chung kết vào ngày 1 tháng 2 năm 2017.
| Arlington                                    | Cleveland | Denver | Frisco | Glendale                                      |
| -------------------------------------------- | --- | --- | --- | --------------------------------------------- |
| Sân vận động AT&T                            | Sân vận động FirstEnergy | Sports Authority Field | Sân vận động Toyota | Sân vận động Đại học Phoenix                  |
| 32°44′52″B 97°5′34″T / 32,74778°B 97,09278°T | 41°30′22″B 81°41′58″T / 41,50611°B 81,69944°T | 39°44′38″B 105°1′12″T / 39,74389°B 105,02°T | 33°9′16″B 96°50′7″T / 33,15444°B 96,83528°T | 33°31′39″B 112°15′45″T / 33,5275°B 112,2625°T |
| Sức chứa: 100.000                            | Sức chứa: 67.431 | Sức chứa: 76.125 | Sức chứa: 16.000 | Sức chứa: 63.400                              |
|                                              | | | |                                               |
| Harrison                                     | PasadenaClevelandSanta ClaraHarrisonTampaDenverArlingtonHoustonFriscoSan AntonioPhiladelphiaGlendaleSan DiegoNashville Địa điểm vòng bảng Địa điểm tứ kết Địa điểm bán kết Địa điểm chung kết | PasadenaClevelandSanta ClaraHarrisonTampaDenverArlingtonHoustonFriscoSan AntonioPhiladelphiaGlendaleSan DiegoNashville Địa điểm vòng bảng Địa điểm tứ kết Địa điểm bán kết Địa điểm chung kết | PasadenaClevelandSanta ClaraHarrisonTampaDenverArlingtonHoustonFriscoSan AntonioPhiladelphiaGlendaleSan DiegoNashville Địa điểm vòng bảng Địa điểm tứ kết Địa điểm bán kết Địa điểm chung kết | Houston                                       |
| Red Bull Arena                               | PasadenaClevelandSanta ClaraHarrisonTampaDenverArlingtonHoustonFriscoSan AntonioPhiladelphiaGlendaleSan DiegoNashville Địa điểm vòng bảng Địa điểm tứ kết Địa điểm bán kết Địa điểm chung kết | PasadenaClevelandSanta ClaraHarrisonTampaDenverArlingtonHoustonFriscoSan AntonioPhiladelphiaGlendaleSan DiegoNashville Địa điểm vòng bảng Địa điểm tứ kết Địa điểm bán kết Địa điểm chung kết | PasadenaClevelandSanta ClaraHarrisonTampaDenverArlingtonHoustonFriscoSan AntonioPhiladelphiaGlendaleSan DiegoNashville Địa điểm vòng bảng Địa điểm tứ kết Địa điểm bán kết Địa điểm chung kết | Sân vận động BBVA Compass                     |
| 40°44′12″B 74°9′1″T / 40,73667°B 74,15028°T  | PasadenaClevelandSanta ClaraHarrisonTampaDenverArlingtonHoustonFriscoSan AntonioPhiladelphiaGlendaleSan DiegoNashville Địa điểm vòng bảng Địa điểm tứ kết Địa điểm bán kết Địa điểm chung kết | PasadenaClevelandSanta ClaraHarrisonTampaDenverArlingtonHoustonFriscoSan AntonioPhiladelphiaGlendaleSan DiegoNashville Địa điểm vòng bảng Địa điểm tứ kết Địa điểm bán kết Địa điểm chung kết | PasadenaClevelandSanta ClaraHarrisonTampaDenverArlingtonHoustonFriscoSan AntonioPhiladelphiaGlendaleSan DiegoNashville Địa điểm vòng bảng Địa điểm tứ kết Địa điểm bán kết Địa điểm chung kết | 29°45′8″B 95°21′9″T / 29,75222°B 95,3525°T    |
| Sức chứa: 25.000                             | PasadenaClevelandSanta ClaraHarrisonTampaDenverArlingtonHoustonFriscoSan AntonioPhiladelphiaGlendaleSan DiegoNashville Địa điểm vòng bảng Địa điểm tứ kết Địa điểm bán kết Địa điểm chung kết | PasadenaClevelandSanta ClaraHarrisonTampaDenverArlingtonHoustonFriscoSan AntonioPhiladelphiaGlendaleSan DiegoNashville Địa điểm vòng bảng Địa điểm tứ kết Địa điểm bán kết Địa điểm chung kết | PasadenaClevelandSanta ClaraHarrisonTampaDenverArlingtonHoustonFriscoSan AntonioPhiladelphiaGlendaleSan DiegoNashville Địa điểm vòng bảng Địa điểm tứ kết Địa điểm bán kết Địa điểm chung kết | Sức chứa: 22.000                              |
|                                              | PasadenaClevelandSanta ClaraHarrisonTampaDenverArlingtonHoustonFriscoSan AntonioPhiladelphiaGlendaleSan DiegoNashville Địa điểm vòng bảng Địa điểm tứ kết Địa điểm bán kết Địa điểm chung kết | PasadenaClevelandSanta ClaraHarrisonTampaDenverArlingtonHoustonFriscoSan AntonioPhiladelphiaGlendaleSan DiegoNashville Địa điểm vòng bảng Địa điểm tứ kết Địa điểm bán kết Địa điểm chung kết | PasadenaClevelandSanta ClaraHarrisonTampaDenverArlingtonHoustonFriscoSan AntonioPhiladelphiaGlendaleSan DiegoNashville Địa điểm vòng bảng Địa điểm tứ kết Địa điểm bán kết Địa điểm chung kết |                                               |
| Nashville                                    | PasadenaClevelandSanta ClaraHarrisonTampaDenverArlingtonHoustonFriscoSan AntonioPhiladelphiaGlendaleSan DiegoNashville Địa điểm vòng bảng Địa điểm tứ kết Địa điểm bán kết Địa điểm chung kết | PasadenaClevelandSanta ClaraHarrisonTampaDenverArlingtonHoustonFriscoSan AntonioPhiladelphiaGlendaleSan DiegoNashville Địa điểm vòng bảng Địa điểm tứ kết Địa điểm bán kết Địa điểm chung kết | PasadenaClevelandSanta ClaraHarrisonTampaDenverArlingtonHoustonFriscoSan AntonioPhiladelphiaGlendaleSan DiegoNashville Địa điểm vòng bảng Địa điểm tứ kết Địa điểm bán kết Địa điểm chung kết | Pasadena                                      |
| Sân vận động Nissan                          | PasadenaClevelandSanta ClaraHarrisonTampaDenverArlingtonHoustonFriscoSan AntonioPhiladelphiaGlendaleSan DiegoNashville Địa điểm vòng bảng Địa điểm tứ kết Địa điểm bán kết Địa điểm chung kết | PasadenaClevelandSanta ClaraHarrisonTampaDenverArlingtonHoustonFriscoSan AntonioPhiladelphiaGlendaleSan DiegoNashville Địa điểm vòng bảng Địa điểm tứ kết Địa điểm bán kết Địa điểm chung kết | PasadenaClevelandSanta ClaraHarrisonTampaDenverArlingtonHoustonFriscoSan AntonioPhiladelphiaGlendaleSan DiegoNashville Địa điểm vòng bảng Địa điểm tứ kết Địa điểm bán kết Địa điểm chung kết | Rose Bowl                                     |
| 36°9′59″B 86°46′17″T / 36,16639°B 86,77139°T | PasadenaClevelandSanta ClaraHarrisonTampaDenverArlingtonHoustonFriscoSan AntonioPhiladelphiaGlendaleSan DiegoNashville Địa điểm vòng bảng Địa điểm tứ kết Địa điểm bán kết Địa điểm chung kết | PasadenaClevelandSanta ClaraHarrisonTampaDenverArlingtonHoustonFriscoSan AntonioPhiladelphiaGlendaleSan DiegoNashville Địa điểm vòng bảng Địa điểm tứ kết Địa điểm bán kết Địa điểm chung kết | PasadenaClevelandSanta ClaraHarrisonTampaDenverArlingtonHoustonFriscoSan AntonioPhiladelphiaGlendaleSan DiegoNashville Địa điểm vòng bảng Địa điểm tứ kết Địa điểm bán kết Địa điểm chung kết | 34°9′41″B 118°10′3″T / 34,16139°B 118,1675°T  |
| Sức chứa: 69.000                             | PasadenaClevelandSanta ClaraHarrisonTampaDenverArlingtonHoustonFriscoSan AntonioPhiladelphiaGlendaleSan DiegoNashville Địa điểm vòng bảng Địa điểm tứ kết Địa điểm bán kết Địa điểm chung kết | PasadenaClevelandSanta ClaraHarrisonTampaDenverArlingtonHoustonFriscoSan AntonioPhiladelphiaGlendaleSan DiegoNashville Địa điểm vòng bảng Địa điểm tứ kết Địa điểm bán kết Địa điểm chung kết | PasadenaClevelandSanta ClaraHarrisonTampaDenverArlingtonHoustonFriscoSan AntonioPhiladelphiaGlendaleSan DiegoNashville Địa điểm vòng bảng Địa điểm tứ kết Địa điểm bán kết Địa điểm chung kết | Sức chứa: 90.000                              |
|                                              | PasadenaClevelandSanta ClaraHarrisonTampaDenverArlingtonHoustonFriscoSan AntonioPhiladelphiaGlendaleSan DiegoNashville Địa điểm vòng bảng Địa điểm tứ kết Địa điểm bán kết Địa điểm chung kết | PasadenaClevelandSanta ClaraHarrisonTampaDenverArlingtonHoustonFriscoSan AntonioPhiladelphiaGlendaleSan DiegoNashville Địa điểm vòng bảng Địa điểm tứ kết Địa điểm bán kết Địa điểm chung kết | PasadenaClevelandSanta ClaraHarrisonTampaDenverArlingtonHoustonFriscoSan AntonioPhiladelphiaGlendaleSan DiegoNashville Địa điểm vòng bảng Địa điểm tứ kết Địa điểm bán kết Địa điểm chung kết |                                               |
| Philadelphia                                 | San Antonio | San Diego | Santa Clara | Tampa                                         |
| Lincoln Financial Field                      | Alamodome | Sân vận động Qualcomm | Sân vận động Levi's | Sân vận động Raymond James                    |
| 39°54′3″B 75°10′3″T / 39,90083°B 75,1675°T   | 29°25′1″B 98°28′44″T / 29,41694°B 98,47889°T | 32°46′59″B 117°7′10″T / 32,78306°B 117,11944°T | 37°24′11″B 121°58′12″T / 37,40306°B 121,97°T | 27°58′33″B 82°30′12″T / 27,97583°B 82,50333°T |
| Sức chứa: 69.596                             | Sức chứa: 65.000 | Sức chứa: 70.561 | Sức chứa: 68.500 | Sức chứa: 65.890                              |
|                                              | | | |                                               |

Chú thích
1. 1 2 3 4  Sân vận động lần đầu tiên tổ chức trận đấu Cúp Vàng.

## Bốc thăm
México và Hoa Kỳ đặc cách vào thẳng vòng bảng.
| Bảng A | Honduras |
| Bảng B | Hoa Kỳ   |
| Bảng C | México   |

## Vòng bảng
Giờ thi đấu tính theo giờ địa phương (UTC−4).

### Bảng A
| VT | Đội               | ST | T | H | B | BT | BB | HS | Đ | Kết quả vòng bảng                       |
| -- | ----------------- | -- | - | - | - | -- | -- | -- | - | --------------------------------------- |
| 1  | Costa Rica        | 3  | 2 | 1 | 0 | 5  | 1  | +4 | 7 | Giành quyền vào vòng đấu loại trực tiếp |
| 2  | Canada            | 3  | 1 | 2 | 0 | 5  | 3  | +2 | 5 | Giành quyền vào vòng đấu loại trực tiếp |
| 3  | Honduras          | 3  | 1 | 1 | 1 | 3  | 1  | +2 | 4 | Giành quyền vào vòng đấu loại trực tiếp |
| 4  | Guyane thuộc Pháp | 3  | 0 | 0 | 3 | 2  | 10 | −8 | 0 |                                         |

| Guyane thuộc Pháp          | 2–4      | Canada                                          |
| -------------------------- | -------- | ----------------------------------------------- |
| - Contout 69' - Privat 71' | Chi tiết | - Jakovic 28' - Arfield 45+2' - Davies 60', 85' |

| Honduras | 0–1      | Costa Rica |
| -------- | -------- | ---------- |
|          | Chi tiết | Ureña 39'  |

| Costa Rica | 1–1      | Canada     |
| ---------- | -------- | ---------- |
| Calvo 42'  | Chi tiết | Davies 26' |

| Honduras | 3–0 Xử thắng | Guyane thuộc Pháp |
| -------- | ------------ | ----------------- |
|          | Chi tiết     |                   |

| Costa Rica                                 | 3–0      | Guyane thuộc Pháp |
| ------------------------------------------ | -------- | ----------------- |
| - Rodríguez 4' - Wallace 79' - Ramírez 83' | Chi tiết |                   |

| Canada | 0–0      | Honduras |
| ------ | -------- | -------- |
|        | Chi tiết |          |

### Bảng B
| VT | Đội        | ST | T | H | B | BT | BB | HS | Đ | Kết quả vòng bảng                       |
| -- | ---------- | -- | - | - | - | -- | -- | -- | - | --------------------------------------- |
| 1  | Hoa Kỳ (H) | 3  | 2 | 1 | 0 | 7  | 3  | +4 | 7 | Giành quyền vào vòng đấu loại trực tiếp |
| 2  | Panama     | 3  | 2 | 1 | 0 | 6  | 2  | +4 | 7 | Giành quyền vào vòng đấu loại trực tiếp |
| 3  | Martinique | 3  | 1 | 0 | 2 | 4  | 6  | −2 | 3 |                                         |
| 4  | Nicaragua  | 3  | 0 | 0 | 3 | 1  | 7  | −6 | 0 |                                         |

| Hoa Kỳ    | 1–1      | Panama      |
| --------- | -------- | ----------- |
| Dwyer 50' | Chi tiết | Camargo 60' |

| Martinique                   | 2–0      | Nicaragua |
| ---------------------------- | -------- | --------- |
| - Parsemain 35' - Langil 66' | Chi tiết |           |

| Panama                  | 2–1      | Nicaragua     |
| ----------------------- | -------- | ------------- |
| - Díaz 50' - Torres 57' | Chi tiết | Chavarría 49' |

| Hoa Kỳ                           | 3–2      | Martinique                  |
| -------------------------------- | -------- | --------------------------- |
| - Gonzalez 54' - Morris 64', 76' | Chi tiết | - Parsemain 66' - Audel 74' |

| Panama                                  | 3–0      | Martinique |
| --------------------------------------- | -------- | ---------- |
| - Murillo 44' - Arroyo 60' - Torres 67' | Chi tiết |            |

| Nicaragua | 0–3      | Hoa Kỳ                               |
| --------- | -------- | ------------------------------------ |
|           | Chi tiết | - Corona 36' - Rowe 56' - Miazga 88' |

### Bảng C
| VT | Đội         | ST | T | H | B | BT | BB | HS | Đ | Kết quả vòng bảng                       |
| -- | ----------- | -- | - | - | - | -- | -- | -- | - | --------------------------------------- |
| 1  | México      | 3  | 2 | 1 | 0 | 5  | 1  | +4 | 7 | Giành quyền vào vòng đấu loại trực tiếp |
| 2  | Jamaica     | 3  | 1 | 2 | 0 | 3  | 1  | +2 | 5 | Giành quyền vào vòng đấu loại trực tiếp |
| 3  | El Salvador | 3  | 1 | 1 | 1 | 4  | 4  | 0  | 4 | Giành quyền vào vòng đấu loại trực tiếp |
| 4  | Curaçao     | 3  | 0 | 0 | 3 | 0  | 6  | −6 | 0 |                                         |

| Curaçao | 0–2      | Jamaica                       |
| ------- | -------- | ----------------------------- |
|         | Chi tiết | - Williams 58' - Mattocks 73' |

| México                                     | 3–1      | El Salvador |
| ------------------------------------------ | -------- | ----------- |
| - Marín 8' - E. Hernández 29' - Pineda 55' | Chi tiết | Bonilla 10' |

| El Salvador              | 2–0      | Curaçao |
| ------------------------ | -------- | ------- |
| - Mayen 21' - Zelaya 24' | Chi tiết |         |

| México | 0–0      | Jamaica |
| ------ | -------- | ------- |
|        | Chi tiết |         |

| Jamaica              | 1–1      | El Salvador |
| -------------------- | -------- | ----------- |
| Mattocks 64' (ph.đ.) | Chi tiết | Bonilla 15' |

| Curaçao | 0–2      | México                          |
| ------- | -------- | ------------------------------- |
|         | Chi tiết | - Sepúlveda 22' - Álvarez 90+1' |

### Thứ tự các đội xếp thứ ba
| VT | Bg | Đội         | ST | T | H | B | BT | BB | HS | Đ | Giành quyền tham dự                     |
| -- | -- | ----------- | -- | - | - | - | -- | -- | -- | - | --------------------------------------- |
| 1  | A  | Honduras    | 3  | 1 | 1 | 1 | 3  | 1  | +2 | 4 | Giành quyền vào vòng đấu loại trực tiếp |
| 2  | C  | El Salvador | 3  | 1 | 1 | 1 | 4  | 4  | 0  | 4 | Giành quyền vào vòng đấu loại trực tiếp |
| 3  | B  | Martinique  | 3  | 1 | 0 | 2 | 4  | 6  | −2 | 3 |                                         |

## Sơ đồ
|  | Tứ kết                    | Tứ kết                |                          |   | Bán kết | Bán kết |  |  | Chung kết | Chung kết |
|  |                           |                       |                          |   |         |         |  |  |           |           |
|  | 19 tháng 7 – Philadelphia |                       |                          |   |         |         |  |  |           |           |
|  |                           |                       |                          |   |         |         |  |  |           |           |
|  | Costa Rica                | 1                     |                          |   |         |         |  |  |           |           |
|  | Costa Rica                | 1                     | 22 tháng 7 – Arlington   |   |         |         |  |  |           |           |
|  | Panama                    | 0                     |                          |   |         |         |  |  |           |           |
|  | Panama                    | 0                     | Costa Rica               | 0 |         |         |  |  |           |           |
|  | 19 tháng 7 – Philadelphia |                       | Costa Rica               | 0 |         |         |  |  |           |           |
|  |                           | Hoa Kỳ                | 2                        |   |         |         |  |  |           |           |
|  | Hoa Kỳ                    | Hoa Kỳ                | 2                        | 2 |         |         |  |  |           |           |
|  | Hoa Kỳ                    |                       | 26 tháng 7 – Santa Clara | 2 |         |         |  |  |           |           |
|  | El Salvador               | 0                     |                          |   |         |         |  |  |           |           |
|  | El Salvador               | 0                     | Hoa Kỳ                   | 2 |         |         |  |  |           |           |
|  | 20 tháng 7 – Glendale     |                       | Hoa Kỳ                   | 2 |         |         |  |  |           |           |
|  |                           | Jamaica               | 1                        |   |         |         |  |  |           |           |
|  | Jamaica                   | Jamaica               | 1                        | 2 |         |         |  |  |           |           |
|  | Jamaica                   | 23 tháng 7 – Pasadena |                          | 2 |         |         |  |  |           |           |
|  | Canada                    | 1                     |                          |   |         |         |  |  |           |           |
|  | Canada                    | 1                     | México                   | 0 |         |         |  |  |           |           |
|  | 20 tháng 7 – Glendale     |                       | México                   | 0 |         |         |  |  |           |           |
|  |                           | Jamaica               | 1                        |   |         |         |  |  |           |           |
|  | México                    | Jamaica               | 1                        | 1 |         |         |  |  |           |           |
|  | México                    |                       |                          | 1 |         |         |  |  |           |           |
|  | Honduras                  | 0                     |                          |   |         |         |  |  |           |           |
|  | Honduras                  | 0                     |                          |   |         |         |  |  |           |           |

### Tứ kết
| Costa Rica       | 1–0      | Panama |
| ---------------- | -------- | ------ |
| Godoy 77' (l.n.) | Chi tiết |        |

| Hoa Kỳ                           | 2–0      | El Salvador |
| -------------------------------- | -------- | ----------- |
| - O. Gonzalez 41' - Lichaj 45+2' | Chi tiết |             |

| Jamaica                     | 2–1      | Canada      |
| --------------------------- | -------- | ----------- |
| - Francis 6' - Williams 50' | Chi tiết | Hoilett 61' |

| México     | 1–0      | Honduras |
| ---------- | -------- | -------- |
| Pizarro 4' | Chi tiết |          |

### Bán kết
| Costa Rica | 0–2      | Hoa Kỳ                       |
| ---------- | -------- | ---------------------------- |
|            | Chi tiết | - Altidore 72' - Dempsey 82' |

| México | 0–1      | Jamaica      |
| ------ | -------- | ------------ |
|        | Chi tiết | Lawrence 88' |

### Chung kết
| Hoa Kỳ                      | 2–1      | Jamaica    |
| --------------------------- | -------- | ---------- |
| - Altidore 45' - Morris 88' | Chi tiết | Watson 50' |

### Vô địch
| Vô địch Cúp Vàng CONCACAF 2017 Hoa Kỳ Lần thứ sáu |

## Thống kê

### Danh sách cầu thủ ghi bàn
3 bàn
- Alphonso Davies
- Kévin Parsemain
- Jordan Morris

2 bàn
- Nelson Bonilla
- Darren Mattocks
- Romario Williams
- Gabriel Torres
- Jozy Altidore
- Omar Gonzalez

1 bàn
- Scott Arfield
- Junior Hoilett
- Dejan Jakovic
- Francisco Calvo
- David Ramírez
- Ariel Francisco Rodríguez
- Marco Ureña
- Rodney Wallace
- Gerson Mayen
- Rodolfo Zelaya
- Roy Contout
- Sloan Privat
- Shaun Francis
- Kemar Lawrence
- Je-Vaughn Watson
- Steeven Langil
- Edson Álvarez
- Elías Hernández
- Hedgardo Marín
- Orbelín Pineda
- Rodolfo Pizarro
- Ángel Sepúlveda
- Carlos Chavarría
- Abdiel Arroyo
- Miguel Camargo
- Ismael Díaz
- Michael Amir Murillo
- Joe Corona
- Clint Dempsey
- Dom Dwyer
- Matt Miazga
- Eric Lichaj
- Kelyn Rowe

phản lưới nhà
- Aníbal Godoy (trong trận gặp Costa Rica)

### Giải thưởng
| Đội đoạt giải phong cách | Găng tay vàng | Chiếc giày vàng                               | Quả bóng vàng   |
| ------------------------ | ------------- | --------------------------------------------- | --------------- |
| Hoa Kỳ                   | Andre Blake   | Alphonso Davies Kévin Parsemain Jordan Morris | Michael Bradley |

### Bảng xếp hạng chung cuộc
| VT | Đội               | ST | T | H | B | BT | BB | HS | Đ  | Kết quả chung cuộc  |
| -- | ----------------- | -- | - | - | - | -- | -- | -- | -- | ------------------- |
| 1  | Hoa Kỳ (H)        | 6  | 5 | 1 | 0 | 13 | 4  | +9 | 16 | Vô địch             |
| 2  | Jamaica           | 6  | 3 | 3 | 0 | 7  | 4  | +3 | 12 | Á quân              |
| 3  | México            | 5  | 3 | 1 | 1 | 6  | 2  | +4 | 10 | Bị loại ở Bán kết   |
| 4  | Costa Rica        | 5  | 3 | 1 | 1 | 6  | 3  | +3 | 10 | Bị loại ở Bán kết   |
|    |                   |    |   |   |   |    |    |    |    |                     |
| 5  | Panama            | 4  | 2 | 1 | 1 | 6  | 3  | +3 | 7  | Bị loại ở tứ kết    |
| 6  | Canada            | 4  | 1 | 2 | 1 | 6  | 5  | +1 | 5  | Bị loại ở tứ kết    |
| 7  | Honduras          | 4  | 1 | 1 | 2 | 3  | 2  | +1 | 4  | Bị loại ở tứ kết    |
| 8  | El Salvador       | 4  | 1 | 1 | 2 | 4  | 6  | −2 | 4  | Bị loại ở tứ kết    |
|    |                   |    |   |   |   |    |    |    |    |                     |
| 9  | Martinique        | 3  | 1 | 0 | 2 | 4  | 6  | −2 | 3  | Bị loại ở vòng bảng |
| 10 | Nicaragua         | 3  | 0 | 0 | 3 | 1  | 7  | −6 | 0  | Bị loại ở vòng bảng |
| 11 | Curaçao           | 3  | 0 | 0 | 3 | 0  | 6  | −6 | 0  | Bị loại ở vòng bảng |
| 12 | Guyane thuộc Pháp | 3  | 0 | 0 | 3 | 2  | 10 | −8 | 0  | Bị loại ở vòng bảng |

## Truyền thông
| Quốc gia       | Sở hữu bản quyền                         | Ghi chú |
| -------------- | ---------------------------------------- | ------- |
| Canada         | TSN (English) RDS (French)               | [ 11 ]  |
| Trung Quốc     | CCTV、PPTV                               |         |
| Trung Đông     | beIN Sports (MENA)                       |         |
| Thổ Nhĩ Kỳ     | Tivibu Spor                              |         |
| México         | Televisa, TV Azteca and Sky Sports       |         |
| Hoa Kỳ         | Fox Sports (English) Univision (Spanish) |         |
| Nam Mỹ         | DIRECTV Sports                           |         |
| Brasil         | SporTV                                   |         |
| Nam Phi        | SuperSport                               |         |
| Croatia        | SportKlub                                | [ 12 ]  |
| Pháp           | beIN Sports                              |         |
| Hà Lan         | Fox Sports                               |         |
| Úc             | beIN Sports                              |         |
| Bồ Đào Nha     | Sport TV                                 |         |
| Ba Lan         | TVP Sport                                | [ 13 ]  |
| Tây Ban Nha    | beIN Sports GOL                          |         |
| Albania        | SuperSport                               |         |
| Vương quốc Anh | BT Sport                                 |         |